# RENEA

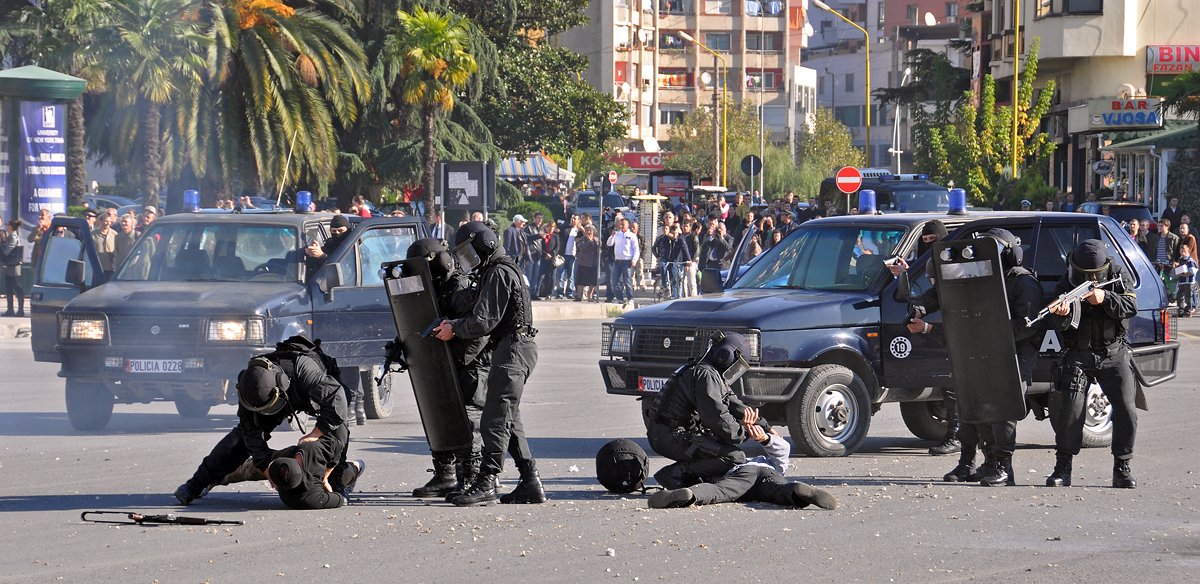
Un'esibizione del RENEA nel 2010

I Reparti i Neutralizimit të Elementit të Armatosur ("Dipartimento per la neutralizzazione degli elementi armati"), comunemente nota con l'acronimo RENEA, è la principale unità antiterrorismo e intervento critico dell'Albania. La forza fu costituita nei primi anni 1990 in risposta ai crescenti livelli di criminalità nel paese dopo la caduta del comunismo. Fra i compiti del RENEA vi sono operazioni di salvataggio, lotta al terrorismo, risposta a particolari forme violente di criminalità. Dal 1990, l'unità ha perso 4 uomini e ha avuto 40 feriti. Le loro abilità sono molto apprezzate e all'interno dell'Albania e in Occidente, hanno uno dei più alti OPTEMPO (frequenza di schieramenti) in tutta Europa, e sono stati addestrati dai GSG 9.

## Selezioni e addestramento
Il processo di selezione si svolge solo una volta all'anno e dura dodici settimane. Successivamente, le reclute vengono addestrate per altri nove mesi in altre competenze quali linguistica, segnali, fotografia e negoziazioni di ostaggi. I candidati continuano anche a sottoporsi a severi test psicologici e fisici. Solo dopo un periodo di tre anni la recluta può diventare un operatore RENEA autorizzato a partecipare a operazioni di salvataggio ostaggio. Circa il 90% dei candidati proviene da altri rami della polizia e dalla Guardia nazionale, mentre il resto è militare. I candidati militari che superano la selezione devono anche completare un corso di sei mesi di giurisprudenza. L'età massima per la selezione è di 26 anni e ci si aspetta che i candidati siano membri delle rispettive unità precedenti per non meno di due anni. Le prime due settimane sono chiamate "shake-down", a cui partecipano quasi tutti. Solo i negoziatori e parte del gruppo logistico (esclusi i conducenti) sono esentati. I candidati si sottopongono a lunghi e complicati test psicologici e di resistenza progettati per eliminare i candidati più deboli. "Shake-down" è duro, consistente in marce forzate in equipaggiamento da combattimento completo. Fedele alle loro origini SAS, gli operatori devono portare uno zaino da 35 kg (77 libbre), AK-47 con otto caricatori completi, pistola e riviste, coltelli, maschera antigas e radio. I loro percorsi di allenamento prendono parte nelle peggiori condizioni meteo, in alcuni dei terreni più difficili che l'Albania ha da offrire: nella catena montuosa nord-orientale (la vetta più alta è Korabi, a 2751 metri), le paludi di Valona le paludi di Durazzo e Lezha. Circa il 75% dei candidati fallisce in questa fase iniziale. L'ultimo giorno è riservato ai test di infiltrazione. I candidati che hanno completato con successo la prima fase sono lasciati indifesi in qualche parte remota dell'Albania, a una distanza di sicurezza dalla capitale, con 200 commando e guardie nazionali alle calcagna. Ciascuno dovrebbe rientrare nel quartier generale di Tirana non intercettato. Se vengono catturati, vanno a casa. Allenamento, preparazione e test cambiano in base ai capricci degli istruttori, che sono essi stessi veterani dell'unità. Hanno una reputazione per essere inflessibili e spietati.

## Composizione dell'unità
Il numero di componenti dell'unità è segreto. Inizialmente, data la natura militare dell'organizzazione, ogni squadra era divisa in gruppi di quattro, come nei SAS britannici. In caso di aperto conflitto, la polizia dovrebbe assumere assetti di tipo militare. Tuttavia, con la riforma amministrativa della polizia albanese e anche del RENEA, questi compiti sono stati esclusi dalla formazione. Con la riforma il RENEA è stato uniformato alle unità simili degli altri paesi come: GSG-9, GIS, NOCS, GIGN etc. Le tattiche sono ancora prevalentemente basate su quelle dei SAS ma non gli attuali compiti. L'unità e composta di negoziatori, infiltrati, subacquei, scalatori, genieri cecchini e piccoli nuclei per operazioni logistiche.

## Il ruolo del Negoziatore
Dal 1991, i negoziatori dell'unità hanno risolto, senza ricorrere alla violenza, più di 500 dei 600 casi che coinvolgono rapitori e occupazioni armate.
Tutti i negoziatori devono aver prestato servizio per un minimo di dieci anni con le forze di polizia e sono persone di buon carattere e equilibrio mentale, con conoscenza di tutti i dialetti e delle mentalità regionali. Tutti hanno una laurea in giurisprudenza o hanno frequentato l'accademia di polizia. Inoltre, completano corsi di formazione con l'FBI presso la Quantico FBI Academy e con altre agenzie federali degli Stati Uniti. I negoziatori sono i primi ad intervenire in caso di occupazione con o senza ostaggi. Nessuno interviene senza il loro ordine esplicito, tranne nei casi in cui l'ostaggio è già morto.

## Perdite
Nel corso degli anni (fino al 2002) l'unità ha subito 3 vittime: lo specialista Lulezim R. Sulollari (1991), il sottufficiale Arben N. Ujka (1993), il capitano Elam S. Elezi (1998). Il 24 giugno 2015, durante un'operazione di polizia nel villaggio di Lazarat, nel sud dell'Albania, un operatore (Ibrahim Basha) è stato ucciso in azione, mentre altri due operatori sono rimasti feriti.

## Armi e armerie

### Pistole
- Glock 34
- Beretta Px4 Storm
- Beretta APX
- Beretta 92FS

### Mitra
- Heckler & Koch MP5
- Heckler & Koch UMP

### Fucili d’assalto
- Beretta ARX 160
- AKM (fucile d'assalto)
- HS Produkt VHS

### Fucili di precisione
- Sako TRG M10
- Sako TRG-42
- Heckler & Koch HK417

### Elicotteri
- Mil-Mi 8
- MBB Bo 105 E-4
- Aérospatiale AS 350 Écureuil

### Autoveicoli
- Iveco LMV
- Hummer H2
- Mercedes-Benz Classe G